# Erwin Plevan
Erwin Plevan (* 29. Juli 1925 in Wien; † 6. März 2005 in Perchtoldsdorf) war ein österreichischer Architekt, der in der zweiten Hälfte des 20. Jahrhunderts zahlreiche Kirchengebäude in Wien und Niederösterreich entwarf.

## Leben
Erwin Plevan studierte an der Technischen Hochschule Wien Architektur. 1954 wurde er Konsulent des Erzbischöflichen Bauamts der Erzdiözese Wien. Dieses Amt hatte er bis 1988 inne. Im Gebiet der Erzdiözese entwarf er seit den 1950er Jahren zahlreiche Kirchenneubauten. Plevan war auch für mehrere bauliche Umgestaltungen römisch-katholischer Kirchengebäude unter dem Gesichtspunkt der Liturgiereform verantwortlich. Zu seinen weiteren Arbeiten als Architekt zählen Kindergärten, Wohnhausanlagen, Einfamilienhäuser und Geschäftsbauten. Erwin Plevan war verheiratet. Sein Grab befindet sich am Perchtoldsdorfer Friedhof.

## Realisierungen

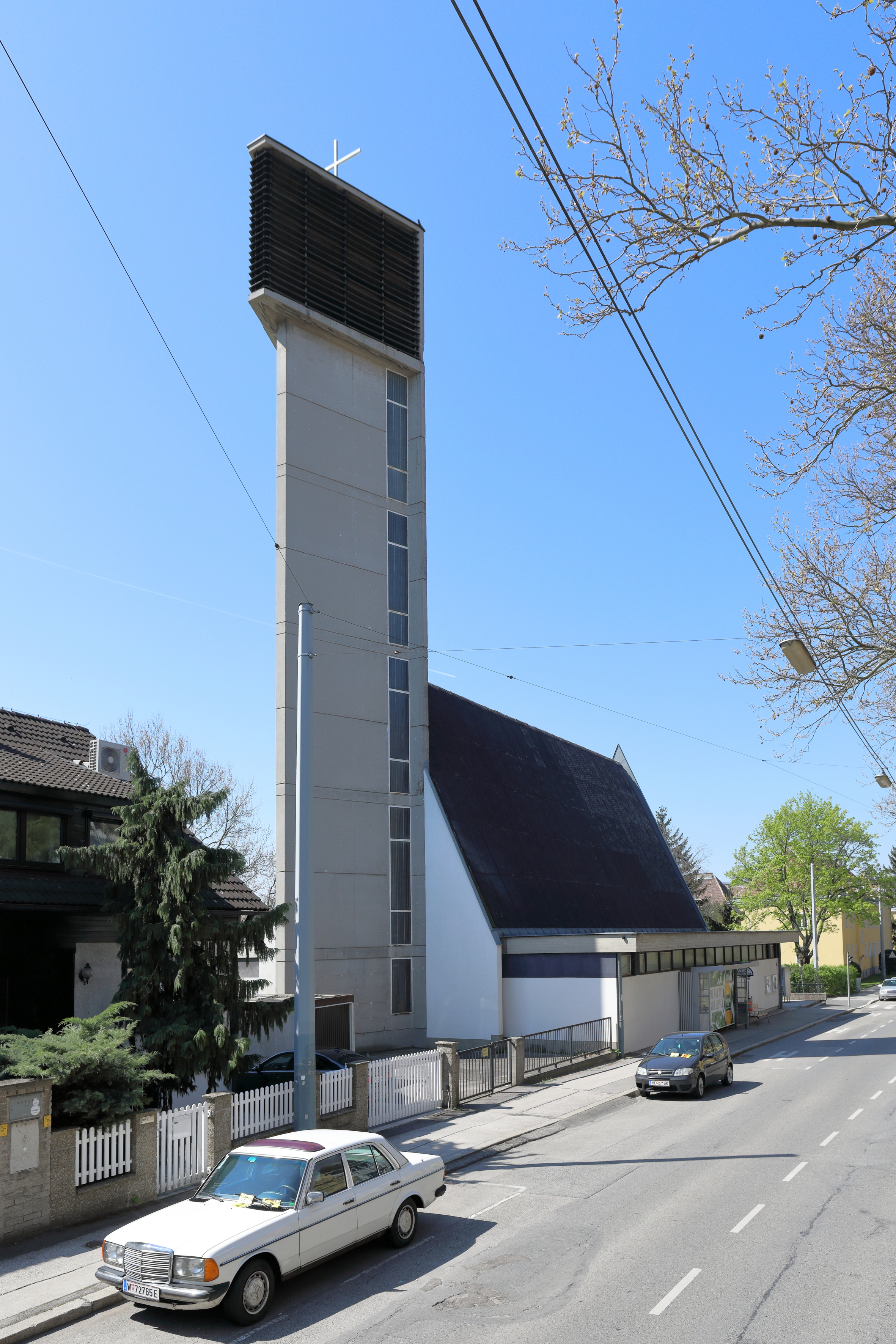
Pfarrkirche St. Hemma in Wien (1964–1966)

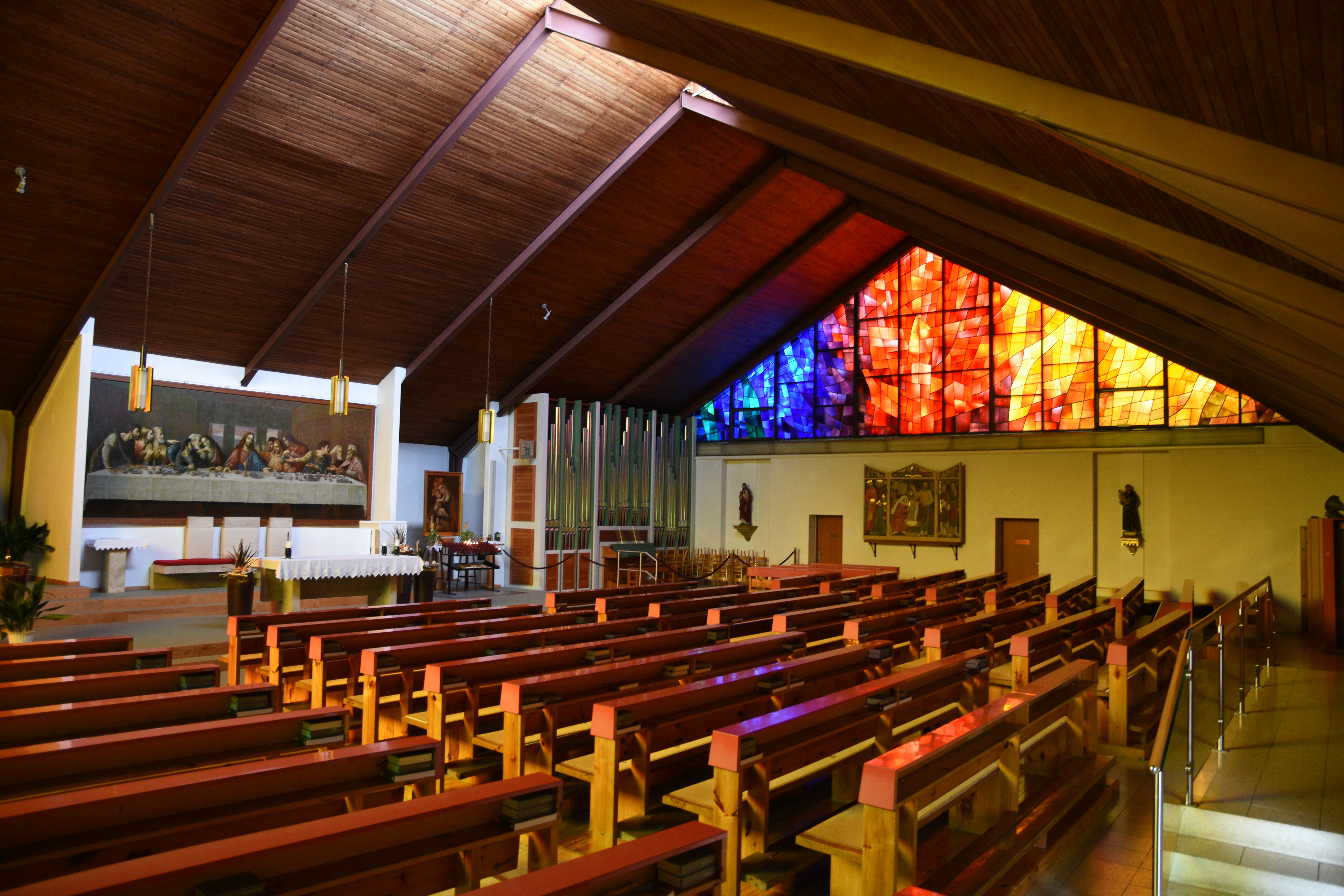
Pfarrkirche Bad Schönau, 1968

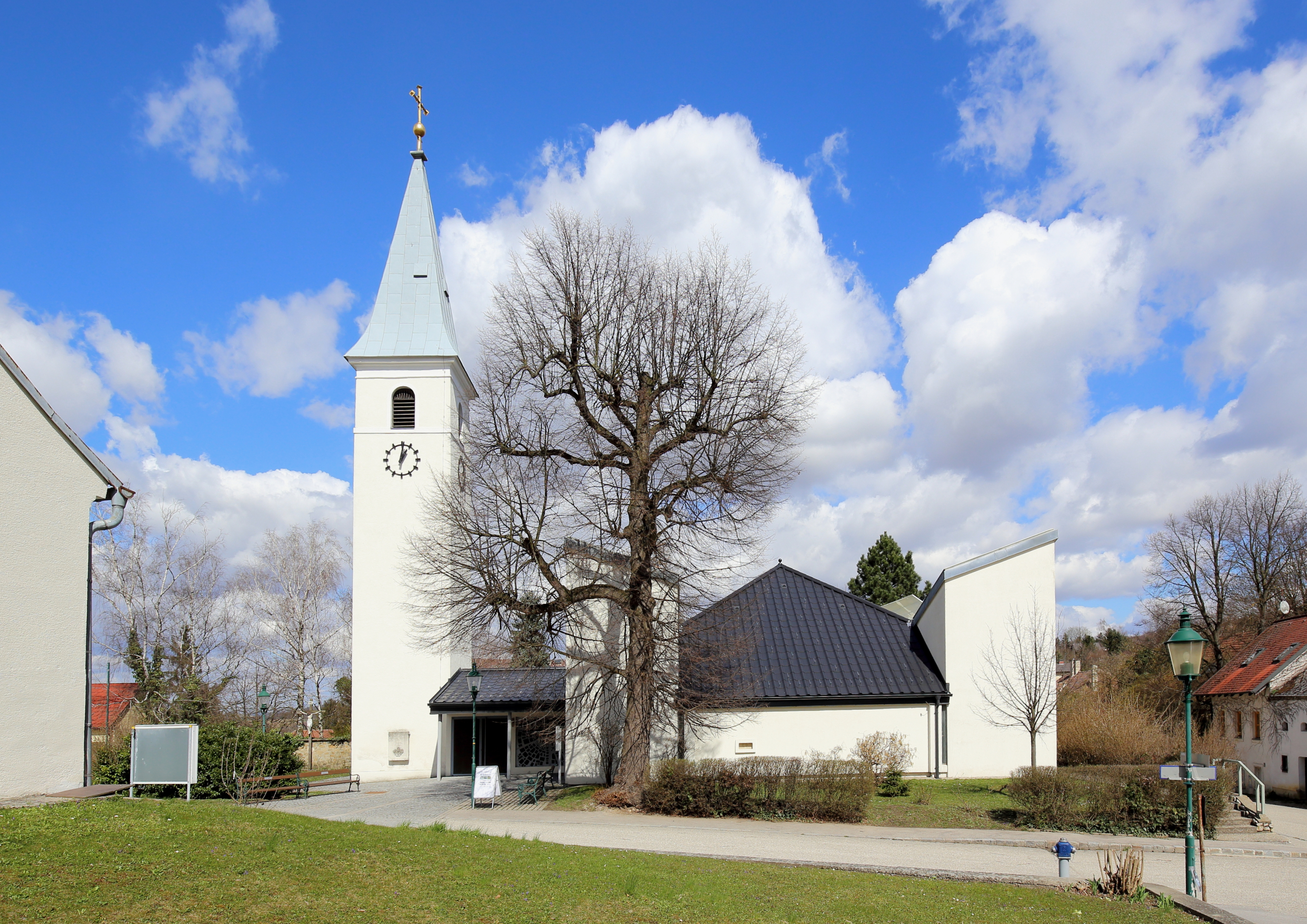
Pfarrkirche Würnitz (1971)

- Barbarakapelle in Hetzmannsdorf (erbaut 1955–1957; gemeinsam mit Karl Merwar)
- Filialkirche Neubau-Kreuzstetten (erbaut 1956–1957)
- Pfarrkirche zur Kreuzauffindung in Angern an der March (erbaut 1958)
- Filialkirche hl. Christophorus in Wien-Liesing (erbaut 1960)
- Filialkirche Maria Namen in Lachsfeld (erbaut 1960–1961)
- Filialkirche Föhrenau Hll. Maria und Josef in Föhrenau (erbaut 1961–1962)
- Langhaus der Pfarrkirche Mariä Geburt in Roseldorf (erbaut 1964–1966)
- Pfarrkirche St. Hemma in Wien-Hietzing (erbaut 1965–1966)
- Erweiterung der Pfarrkirche Kottingbrunn (1965–1966)
- Sakristeianbau und Campanile der Pfarrkirche Kaisermühlen in Wien-Donaustadt (1966)
- Erweiterung der Filialkirche Erscheinung des Herrn in Eibesbrunn (1966)
- Marienkirche in Perchtoldsdorf (erbaut 1967; gemeinsam mit Paul Katzberger)
- Marienkirche der Pfarrkirche Bad Schönau (erbaut 1968)
- Johannes-Nepomuk-Kapelle in Wilhelmsdorf (erbaut 1970–1971)
- Filialkirche Unterrohrbach hl. Johannes der Täufer (erbaut 1970–1971)
- Pfarrkirche St. Vitus in Würnitz (erbaut 1971)
- Filialkirche St. Urban in Blumenthal (erbaut 1972)
- Wallfahrtskapelle Maria Steinbründl in Krummnußbaum (erbaut 1973)
- Leonhardskapelle in Kalladorf (erbaut 1973–1974)
- Pfarrkirche Süßenbrunn in Wien-Donaustadt (erbaut 1978–1980; gemeinsam mit Johann Hoffmann)
- Filialkirche St. Nepomuk in Tresdorf (erbaut 1984–1986)
- Pfarrzentrum als Anbau an der Pfarrkirche Breitenfurt bei Wien-St. Johann Nepomuk (erbaut 1986/1987)
- Neugestaltung des Presbyteriums in der Pfarrkirche St. Othmar unter den Weißgerbern (umgestaltet 1993)

## Auszeichnungen und Ehrungen
- Goldener Lorbeer, Künstlerhaus Wien (1995)[2]